# Emilio de Bono
Emilio de Bono (Cassano d'Adda, 19 de marzo de 1866-Verona, 11 de enero de 1944) fue un militar, político y criminal de guerra italiano. Fue uno de los primeros militantes del Partido Nacional Fascista, lo que le valdría ser nombrado miembro del Gran Consejo Fascista. De Bono participó en numerosas operaciones militares, entre otras, en la Guerra Ítalo-turca, en la Primera Guerra Mundial y en la Segunda Guerra Ítalo-etíope.

## Biografía

### Primeros años
De Bono nació en Cassano d'Adda. Entró en el Regio Esercito en 1884 como subteniente y se abrió camino hasta el Estado Mayor para el inicio de la guerra ítalo-turca de 1911. De Bono lucharía luego en la Primera Guerra Mundial, donde se distinguió contra los austríacos en Gorizia en 1916 y en Monte Grappa en octubre de 1918. En 1920, fue licenciado con el rango de comandante.

### Apoyo al fascismo

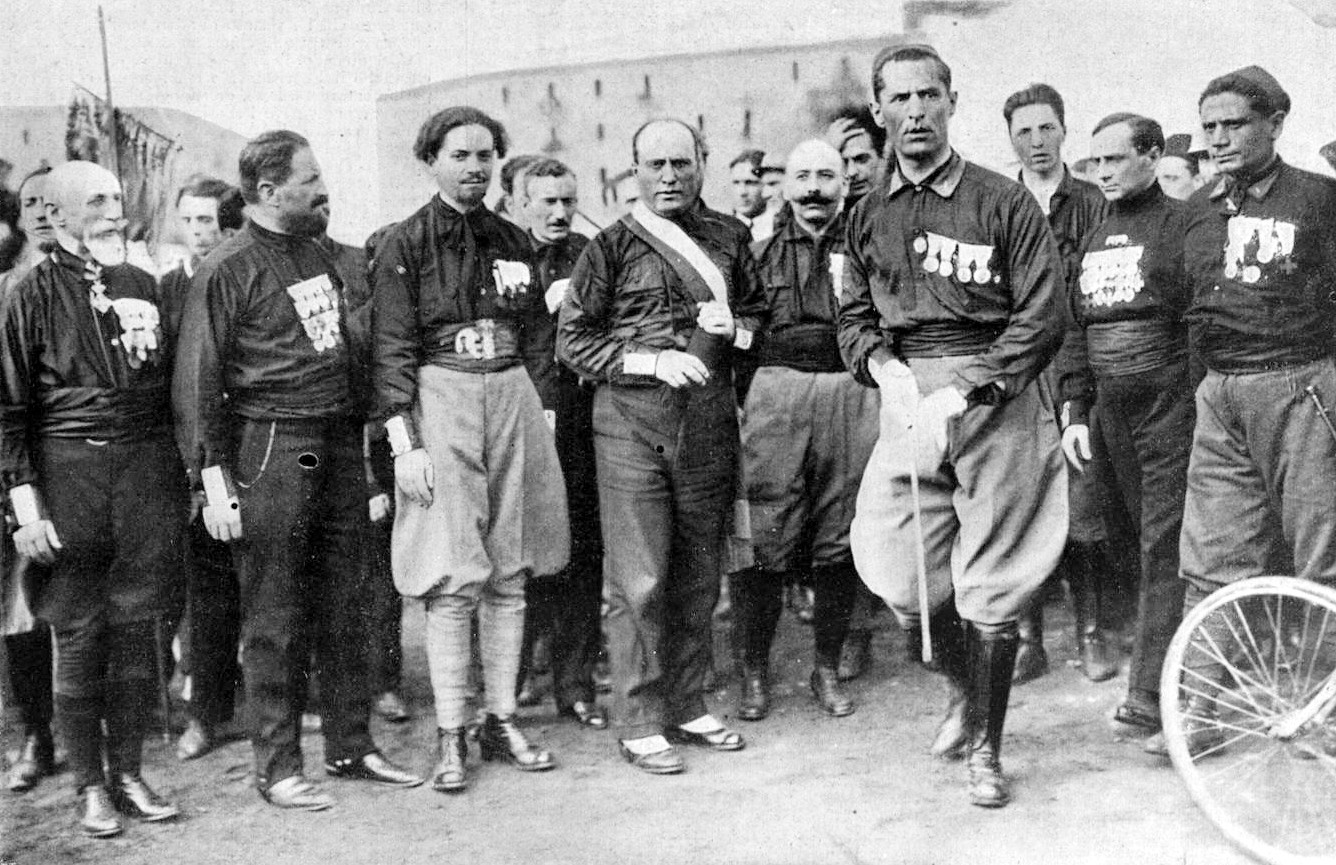
En el congreso del Partido Nacional Fascista en Nápoles (1922). De izquierda a derecha: De Bono, Italo Balbo, Mussolini, Cesare Maria di Vecchi, Michele Bianchi y Aurelio Padovani.

A principios de los años 20, De Bono ayudó a organizar el Partido Nacional Fascista. En 1922, como uno de los cuatro Quadrumviros, organizó y participó en la Marcha sobre Roma, el acontecimiento que marcó el inicio del régimen fascista en Italia. Después de la marcha, De Bono sirvió como Jefe de Policía y Comandante de la Milicia Fascista.
En 1924, De Bono fue juzgado por su papel en la muerte del político izquierdista Giacomo Matteotti. Se negó a implicar a sus superiores y fue absuelto en 1925. Ese mismo año, De Bono fue nombrado Gobernador de Trípoli, en Libia.
En 1929 fue nombrado Ministro de Asuntos Coloniales. En 1932, el rey Víctor Manuel III y De Bono visitaron Eritrea y encontraron, según sus propias palabras, una colonia pacífica, leal y satisfecha.

### Gobernador de Libia
En 1925, De Bono sucedió a Giuseppe Volpi como gobernador general italiano en Trípoli. Bajo De Bono aumentó considerablemente la política represiva hacia la población local y continuaron sin cesar los avances militares hacia el sur. Los italianos respondieron a la guerra de guerrillas de los muyahidines con una guerra cada vez más brutal: hubo desarmes y detenciones masivas, y numerosas ejecuciones. Las fuerzas italianas no tardaron en manifestarse superiores tanto numérica como tecnológicamente. El mando italiano también utilizó sobre el terreno unidades militares compuestas por Askaris indígenas procedentes de Eritrea, que eran especialmente conocidos por su crueldad. Bajo el mando de De Bono, la guerra en Libia alcanzó una dimensión genocida.
La Regia Aeronautica en Libia —aunque de manera esporádica— comenzó a utilizar gases venenosos contra los rebeldes. El principal impulsor de este tipo de guerra fue el propio gobernador De Bono, que había conocido el efecto letal de gas venenoso durante la Primera Guerra Mundial como comandante de frente. El primer uso de gas venenoso se llevó a cabo el 6 de enero de 1928, en Gifa; poco después, los días 4, 12 y 19 de febrero, se bombardeó con gas mostaza el núcleo rebelde de Mogarba. A pesar de los esfuerzos militares italianos, la resistencia local se mantuvo intacta y los italianos seguían sin controlar grandes áreas interiores de Libia. El 18 de diciembre de 1928 el general Pietro Badoglio fue nombrado por Mussolini nuevo gobernador de Tripolitania y Cireanica.
Durante su período como gobernador, De Bono se reveló como un gran entusiasta del Gran Premio de Trípoli y uno de sus principales apoyos institucionales.

### Abisinia
En noviembre de 1932, a petición de Mussolini, De Bono escribió un plan para una invasión a Etiopía. El plan se resumía en el tradicional método de incursión: una fuerza relativamente pequeña se movería gradualmente hacia el sur desde Eritrea, establecería bases fuertes y avanzaría contra unos enemigos cada vez más débiles y desorganizados. La invasión prevista por De Bono sería barata, fácil, segura y lenta.
Mussolini involucró separadamente al Ejército en el plan y, en los siguientes dos años, el Ejército desarrolló su propia campaña masiva en la que se usaron cinco o seis veces más tropas del número requerido por De Bono. En 1934, Mussolini unió los planes descoordinados en uno que enfatizaba la idea militarista de la guerra total.

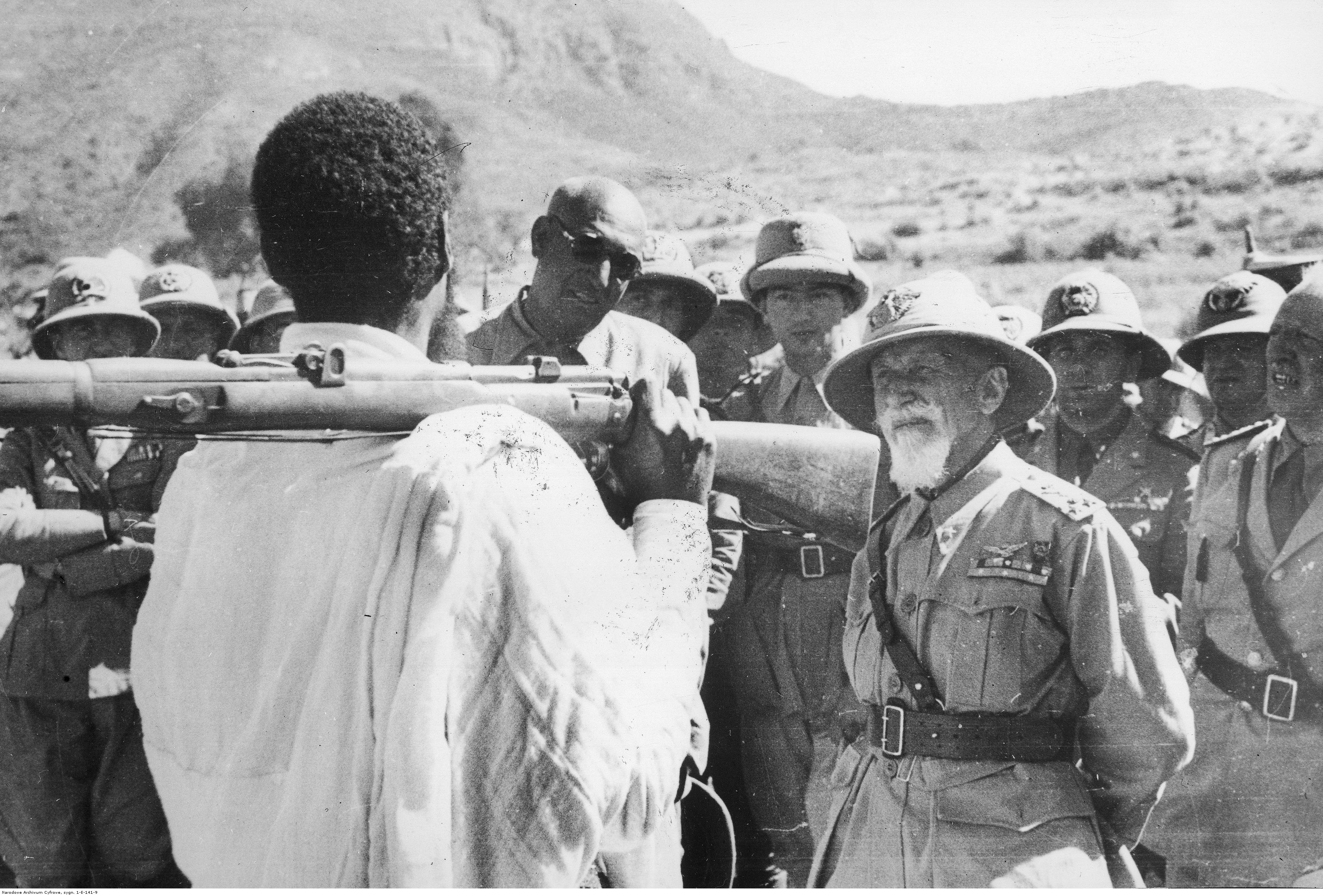
Emilio de Bono en Etiopía (1935).

En 1935, De Bono se convirtió en comandante en jefe de la operación italiana contra Etiopía durante la llamada segunda guerra ítalo-etíope, además de comandante de las fuerzas invasoras desde Eritrea, en lo que se conoció como frente norte. De Bono tuvo bajo sus órdenes directas nueve divisiones de tres cuerpos del Ejército: el I Cuerpo Italiano, el II Cuerpo Italiano y el Cuerpo de Eritrea. El 3 de octubre, las fuerzas bajo el mando de De Bono cruzaron a Etiopía desde Eritrea. El 6 de octubre, sus fuerzas tomaron Adua, vengando oficialmente la humillante derrota italiana de 1896. Poco después, De Bono entró en la histórica ciudad de Aksum, montando un caballo blanco. Tras estos triunfos iniciales, sin embargo, el avance de De Bono se hizo más lento. El 8 de noviembre, el I Cuerpo y el Cuerpo de Eritrea capturaron Mekele. Este fue el límite de los avances italianos bajo el mando de De Bono. El incremento de la presión internacional hacia Mussolini llevó a la necesidad de victorias rápidas y brillantes, sin lugar para obstáculos o retrasos.
El 16 de noviembre, De Bono fue ascendido a Mariscal de Italia, pero Mussolini, cada vez más impaciente por los lentos progresos de la invasión, lo relevó de su cargo el 17 de diciembre mediante el Telegrama de Estado 13181, en el que constaba que, con la captura de Mekele cinco semanas antes, había cumplido su misión. Pietro Badoglio ocupó su lugar, y De Bono fue nombrado Inspector de las Tropas de Ultramar.

### Segunda Guerra Mundial

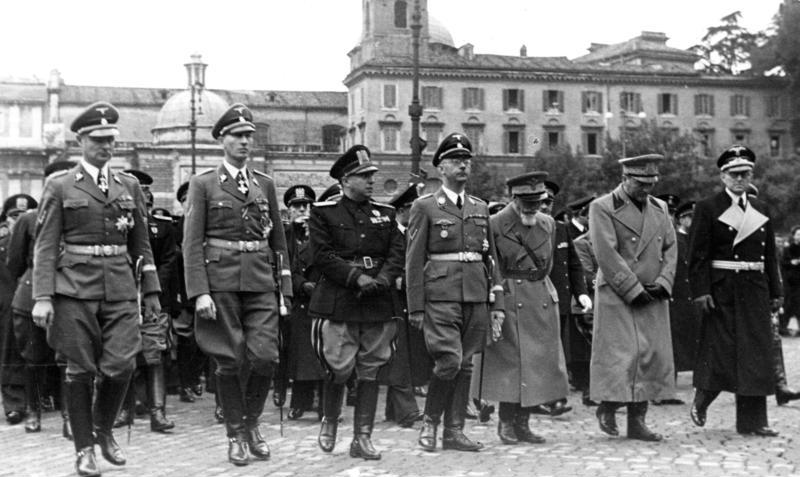
Una foto de De Bono tomada en Roma el 21 de noviembre de 1940. Está entre Heinrich Himmler y Rodolfo Graziani, y es fácilmente identificable por su barba.

En 1940, De Bono dirigió una división de defensa estacionada en Sicilia. Se opuso a la entrada de Italia en la Segunda Guerra Mundial, pero mantuvo un bajo perfil y, en 1942, fue nombrado Ministro de Estado.
El 24 y 25 de julio de 1943, De Bono fue uno de los miembros del Gran Consejo Fascista que votó destituir a Benito Mussolini cuando Dino Grandi, en colaboración con Pietro Badoglio y Víctor Manuel III, propuso su destitución como moción pública para votarla en el Consejo. Esto llevó a la caída, arresto y encarcelación del dictador.
Ese mismo año, Mussolini fue rescatado de la prisión del Gran Sasso y rehabilitado en el poder por la Alemania nazi como Duce de la Nación de la nueva República Social Italiana (RSI). Una vez de nuevo en el poder, Mussolini arrestó a todos los que habían votado en su contra e hizo que Alessandro Pavolini los juzgara por traición en Verona, en lo que se conoce como el proceso de Verona. De Bono fue condenado en un juicio en el que se conocía el resultado antes del comienzo.

### Muerte
El 11 de enero de 1944, De Bono fue fusilado, a sus 77 años, en Verona, junto a Galeazzo Ciano, Luciano Gottardi, Giovanni Marinelli y Carlo Pareschi. Ciano era el ministro de Asuntos Exteriores, yerno de Mussolini. Gottardi era el expresidente de la Confederación Fascista de Trabajadores Industriales. Marinelli había sido jefe de la milicia fascista, y Pareschi Ministro de Agricultura. El único acusado en los procesos que escapó de la pena capital fue Tullio Cianetti, el ministro de Sociedades, que fue condenado a treinta años de prisión por los tribunales de la RSI.